# Aglauréion
L’Aglauréion (grec moderne : Αγλαύρειο) est un des sanctuaires rupestres de l'acropole d'Athènes, dédié à Aglauros, fille de Cécrops et prêtresse d'Athéna, dans lequel les éphèbes prêtaient serment.
Sa localisation a été discutée ; il est admis depuis la fin du XXe siècle qu'il s'agit de la grande grotte située sur la pente est, notamment grâce à la découverte considérée comme in situ d’une stèle honorant une prêtresse d’Aglauros, en 1983,. C’est George Dontas qui propose le premier cette localisation.
Selon les sources littéraires, il est probable que Aglauros ait été la seule à recevoir un culte dans ce temple, bien qu’au moins au milieu du IVe siècle, la prêtresse chargée du culte d’Aglauros ait également en charge celui de Pandrosos. Cette prêtresse était tirée au sort parmi le genos des Salaminiens.
Durant les Plyntéria, il est possible que la statue d’Athéna Polias, descendue à Phalère pour un bain rituel dans la mer, soit rhabillée dans l’Aglauréion.
C’est à proximité de l’Aglauréion que les soldats de Xerxès parvinrent à escalader l’Acropole en 480 av. J.-C. lors des guerres médiques.